# Kepler-1544 b
Kepler-1544 b est une exoplanète orbitant autour de l' étoile Kepler-1544, située à 1138 années-lumière du Système solaire dans la constellation du Cygne. La découverte de la planète a été confirmée en mai 2016 grâce aux données du télescope spatial Kepler.

## Caractéristiques
Kepler-1544 b est en orbite dans la zone habitable d'un naine orange de classe K, plus petite que le Soleil, de masse et de rayon respectivement 0,81 et 0,74 fois celui du Soleil. La planète a un rayon d'1,78 fois celui de la Terre et elle est donc classifiable parmi les super-Terres. Sa période orbitale est d'environ 169 jours et elle présente une température d'équilibre d'environ 248 K, similaire à la température d'équilibre terrestre (255 K).
Compte tenu de sa taille, la planète est probablement plus massive que la Terre et pourrait avoir une atmosphère dense capable de déclencher un effet de serre qui augmenterait considérablement la température de surface. Son indice de similarité terrestre est toutefois parmi les plus élevés des planètes confirmées, et le Laboratoire d’habitabilité planétaire l’estime à 0,80.